# Baba Mensah
Baba Mensah (født 20. august 1994 i Accra) er en ghanesisk fodboldspiller, der siden januar 2017 har spillet for Viborg FF på en lejeaftale fra International Allies F.C..